# Любовь сбивает с рифмы
«Любовь сбивает с рифмы» (англ. Love Beats Rhymes) — американский драматический музыкальный фильм рэпера RZA 2017 года. В главных ролях в фильме снялись Азилия Бэнкс и Люсьен Лависконт. Во время производства фильм носил название «Коко» (англ. Coco).

## Сюжет
Коко Форд поёт в начинающей хип-хоп-группе из Статен-Айленда. Их команда побеждает в одном из баттлов, который проводит музыкальный лейбл. Менеджер лейбла объясняет Коко, что у их группы есть потенциал, однако чтобы звукозаписывающая компания захотела издать их альбом, им нужно записать хорошее демо. По поводу того, какую нужно играть музыку у Коко конфликт с другими участниками группы. Остальные хотят делать что-то наподобие гангста-рэпа. Коко же категорически против, хотя бы просто потому, что они никакие не гангстеры. У неё есть своё видение рэп-музыки.
Параллельно у Коко проблемы с учёбой, ей нужно окончить колледж. В колледже она записывается на предмет поэзия, из расчёта легко получить по нему хорошие оценки для своего среднего балла. Скоро выясняется, что сочинять стихи у Коко совершенно не выходит. Каждый раз, когда она пишет стихи, у неё получается рэп, а её преподаватель профессор Нефари Диксон выступает резко против этой музыки. Вообще юность Диксон пришлась на время становления хип-хопа и тогда она была горячей поклонницей этого нового музыкального направления. Однако позже, когда рэп стал переходить на женоненавистнические позиции, Диксон отошла от этой музыки. Дерек Моррис, ассистент профессора Диксон, приехал в Америку из Англии, чтобы изучать здесь поэзию. В будущем он собирается стать профессиональным поэтом. Дерек помогает Коко с этим предметом и одновременно у них завязываются романтические отношения.

## В ролях
- Азилия Бэнкс — Коко Форд
- Люсьен Лависконт — Дерек Моррис
- Джилл Скотт — профессор Нефари Диксон
- Лоррейн Туссен — Нишелль, мама Коко
- Джон Дэвид Вашингтон — Малик
- Хана Мэй Ли — Джули
- Коммон — Колтрейн
- MC Jin — Кон Да Дон
- Джереми Харрис — Мэтт
- Эсперанса Сполдинг — играет себя

## Производство
26 мая 2015 года было объявлено, что Азилия Бэнкс дебютирует в главной роли в полнометражном фильме «Коко» (англ. Coco), который снимет рэп-музыкант RZA. Съёмки фильма начались в Нью-Йорке на Статен-Айленде в конце мая 2015 года и завершились в конце июня этого же года. Первоначально фильм должен был выйти 11 марта 2016 года. В интервью Rolling Stone в июне 2016 года RZA рассказал, что фильм «Коко» готов, но он не знает, когда фильм выпустят в прокат. Компания Lionsgate должна будет выпустить его в то время, которое посчитает наиболее благоприятным для него. 11 октября 2017 года Lionsgate выпустили трейлер фильма с новым названием «Любовь сбивает с рифмы» (англ. Love Beats Rhymes) и новой датой релиза — 1 декабря 2017 года. На DVD фильм вышел 2 января 2018 года.

## Рецензии
Фильм получил смешанные отзывы. На сайте Rotten Tomatoes рейтинг «свежести» фильма 50 %. На сайте Metacritic у фильма 54 балла из 100. Критикам не понравилось шаблонность романа показанного в фильме, а также большое количество клише. Несмотря на это критики отмечают, что в фильме есть и достойные моменты. Отдельно выделяют игру и харизму Азилии Бэнкс.